# Neurophyseta irrectalis
Neurophyseta irrectalis is een vlinder uit de familie grasmotten (Crambidae). De wetenschappelijke naam van deze soort is voor het eerst gepubliceerd in 1854 door Achille Guenée.
De soort komt voor in Zuidoost-Azië.